# Luis Valdés Larraín
Luis Valdés Larraín (Santiago, 10 de mayo de 1913-Santiago, 2 de febrero de 2004) fue un abogado y político chileno. Militó en el Partido Conservador, Partido Conservador Unido, del cual ejerció como su presidente entre 1964 y 1965, y en el Partido Nacional. Se desempeñó como diputado de la República en representación de la 8ª Agrupación Departamental (Melipilla, San Antonio, San Bernardo y Maipo), durante cinco períodos legislativos consecutivos entre 1945 y 1965.

## Familia y estudios
Nació el 10 de mayo de 1913, en Santiago; hijo de Luis Valdés Dávila y Ana María Larraín Bulnes. Realizó sus estudios primarios y secundarios en el Colegio de los Sagrados Corazones de Santiago, entre 1923 y 1930. Luego, continuó los superiores ingresando en 1931 a la Escuela de Derecho de la Pontificia Universidad Católica (PUC). Se tituló de abogado en 1940, con la tesis El sufragio: doctrinas y sistemas, evolución política y electoral de Chile; las modernas tendencias.
Se casó en Santiago, el 22 de junio de 1940, con Teresa Covarrubias Sánchez, con quien tuvo tres hijos: María Teresa, José Luis, y María Eugenia.

## Carrera profesional
Ejerció su profesión y también se dedicó a la agricultura, explotando propiedades en las comunas de Buin y Llay Llay. Desde 1939 explotó el fundo "Cervera", en Linderos.
Mantuvo la oficina de corretaje de propiedades Larraín, Valdivieso y Silva, entre 1967 y 1973. Fue consejero del Consejo de Comercio Exterior, en 1949 y consejero de la Caja de Empleados Públicos, en 1951. 

## Carrera política
Militó en el Partido Conservador, siendo el fundador de la Juventud Conservadora; presidente de la misma, entre 1944 y 1945. Fue elegido como regidor de la comuna de Buin en 1940, convirtiéndose en alcalde de la misma entre 1941 y 1945.
En las elecciones parlamentarias de 1945, fue elegido como diputado por la Octava Agrupación Departamental (correspondiente a los departamentos de Melipilla, San Antonio, San Bernardo y Maipo), por el período legislativo 1945-1949. Durante su gestión integró la Comisión Permanente de Educación Pública y fue diputado reemplazante la Comisión Permanente de Defensa Nacional; en la de Vías y Obras Públicas y en la de Agricultura y Colonización.
En las elecciones parlamentarias de 1949, obtuvo la reelección como diputado por la misma Agrupación, período 1949-1953. En esa oportunidad fue diputado reemplazante en la Comisión Permanente de Gobierno Interior; en la de Constitución, Legislación y Justicia; en la de Educación Pública; en la de Hacienda; en la de Agricultura y Colonización; en la de Economía y Comercio y en la de Policía Interior y Reglamento.
En las elecciones parlamentarias de 1953, fue nuevamente elegido como diputado por la misma Agrupación, período 1953-1957. Integró la Comisión Permanente de Relaciones Exteriores y la de Policía Interior y Reglamento. Durante este periodo, en 1952, fue elegido como vicepresidente de su partido, ejerciendo el cargo hasta 1960.
En las elecciones parlamentarias de 1957 y 1961, obtuvo consecutivamente la reelección diputacional por la misma zona, manteniéndose en la Comisión Permanente de Relaciones Exteriores e integrando la de Defensa Nacional, en el periodo 1961-1965. Fue elegido como presidente nacional del Partido Conservador Unido el 12 de abril de 1964. En 1966 el partido se fusiona con el Partido Liberal y Acción Nacional para formar el Partido Nacional, afiliándose a este.
Entre otras actividades, fue socio y director de la Sociedad Nacional de Agricultura (SNA, desde 1950; socio del Club de La Unión y del Club Hípico de Santiago. También, desde 1940 ejerció como secretario y director de la Sociedad de Instrucción Primaria de Santiago.
Fue condecorado con la Legión de Honor de Francia, por estudios realizados respecto al problema de Argelia.
Falleció el 2 de febrero de 2004, en Santiago de Chile.